# La strega (Marzaroli)

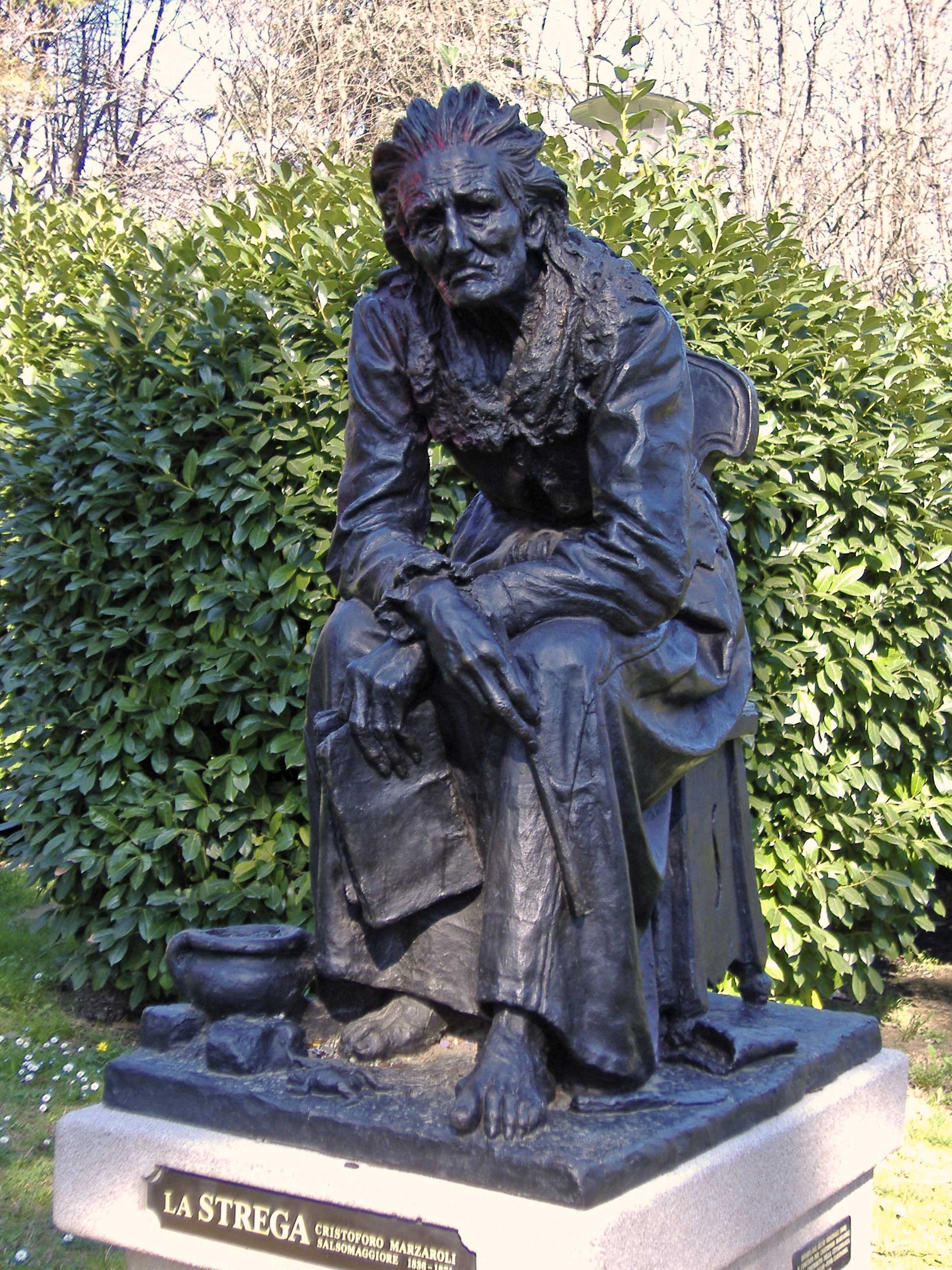
La strega

La strega è un'opera di Cristoforo Marzaroli che mostra una vecchia signora seduta su una rustica seggiola. La scultura venne eseguita tra il 1866 e il 1867. Esposta nel 1870 al Premio Congresso Artistico Italiano di Parma, la sua realizzazione era offerta a ₤ 6000 (Catalogo 1870). Da allora rimase in Accademia. Attualmente si trova nella gipsoteca del Liceo artistico statale Paolo Toschi di Parma.
Ad essa si ispirò Carlo Raimondi per una sua acquaforte.

## Descrizione
L'opera in gesso, situata nella gipsoteca, rappresenta una anziana signora seduta su una seggiola, protesa in avanti con i gomiti appoggiati alle ginocchia. Nella mano destra tiene una bacchetta, nella sinistra un libro, e ai suoi piedi si trovano una pentola su un focolare di pietre, un rospo, una serpe ed un coltello.
In questo caso Marzaroli porta alle estreme conseguenze il proprio realismo indagatore: il volto, i capelli, le pieghe degli abiti vengono scavati per dilatarne e amplificarne l'espressività.
È presente l'influsso di Vincenzo Vela ma Marzaroli propone il risultato di una sua particolare indagine. Superando il pretesto iconografico della presenza degli strumenti magici, lo sgabello, la veste consunta, gli umili arnesi da cucina, la stessa espressione che vuol ricordare la trascorsa bellezza, riconducendo all'inesorabilità del tempo e ad un realismo che è lettura della vita come fatica di un immanente senza futuro.

### La copia in bronzo
A partire dal 2002, la cittadina termale di Salsomaggiore si è attivata per rendere possibile la fusione in bronzo della statua.
Finalmente il 26 marzo 2006 alle ore 10 nel parco Corazza di Salsomaggiore Terme si è svolta la cerimonia di inaugurazione della copia in bronzo.
La copia in bronzo fu realizzata dallo scultore Gianantonio Cristalli, che ricevette l'incarico dal Comitato Marzaroli: Cristalli, ricevuto il benestare dalla Sovrintendenza di Parma, realizzò lo stampo in silicone sull'originale del Marzaroli e quindi il bronzo a cera persa fu fuso dalla Fonderia Caggiati di Colorno.